# Campionato FIA di Formula 3 2020
Il Campionato FIA di Formula 3 2020 è stata la seconda edizione di questo campionato, creato dalla fusione della GP3 Series e della F3 europea. È iniziato il 4 luglio al Red Bull Ring e, dopo 9 weekend di gara, si è concluso il 13 settembre all'autodromo internazionale del Mugello, per un totale di 18 gare.

## La pre-stagione

### Calendario
Il calendario della seconda stagione prevedeva nove appuntamenti da due gare ciascuno, tutti a supporto di Gran Premi di Formula 1, ed è stato ufficializzato il 17 settembre 2019. Dopo che la pandemia di COVID-19 del 2019-2021 ha costretto gli organizzatori all'annullamento di alcuni degli appuntamenti, un nuovo calendario di 8 weekend è stato annunciato il 2 giugno 2020. Il 10 luglio è stato aggiunto il nono e ultimo weekend al calendario.
| Gara | Gara | Circuito                                 | Giri      | Lunghezza                  | Data         | Ora       | Supporto                          |
| ---- | ---- | ---------------------------------------- | --------- | -------------------------- | ------------ | --------- | --------------------------------- |
| 1    | G1   | Red Bull Ring, Spielberg bei Knittelfeld | 24        | 24 × 4,318 km = 103,632 km | 4 luglio     | 10:25     | Gran Premio d'Austria 2020        |
| 1    | G2   | Red Bull Ring, Spielberg bei Knittelfeld | 24        | 24 × 4,318 km = 103,632 km | 5 luglio     | 09:45     | Gran Premio d'Austria 2020        |
| 2    | G1   | Red Bull Ring, Spielberg bei Knittelfeld | 24        | 24 × 4,318 km = 103,632 km | 11 luglio    | 10:25     | Gran Premio di Stiria 2020        |
| 2    | G2   | Red Bull Ring, Spielberg bei Knittelfeld | 24        | 24 × 4,318 km = 103,632 km | 12 luglio    | 09:45     | Gran Premio di Stiria 2020        |
| 3    | G1   | Hungaroring, Mogyoród                    | 22        | 22 × 4,381 km = 96,382 km  | 18 luglio    | 17:20     | Gran Premio d'Ungheria 2020       |
| 3    | G2   | Hungaroring, Mogyoród                    | 22        | 22 × 4,381 km = 96,382 km  | 19 luglio    | 09:25     | Gran Premio d'Ungheria 2020       |
| 4    | G1   | Circuito di Silverstone                  | 20        | 20 × 5,891 km = 117,820 km | 1º agosto    | 18:20     | Gran Premio di Gran Bretagna 2020 |
| 4    | G2   | Circuito di Silverstone                  | 20        | 20 × 5,891 km = 117,820 km | 2 agosto     | 10:25     | Gran Premio di Gran Bretagna 2020 |
| 5    | G1   | Circuito di Silverstone                  | 20        | 20 × 5,891 km = 117,820 km | 8 agosto     | 18:20     | Gran Premio del 70º Anniversario  |
| 5    | G2   | Circuito di Silverstone                  | 20        | 20 × 5,891 km = 117,820 km | 9 agosto     | 10:25     | Gran Premio del 70º Anniversario  |
| 6    | G1   | Circuito di Catalogna, Barcellona        | 22        | 22 × 4,655 km = 102,410 km | 15 agosto    | 17:20     | Gran Premio di Spagna 2020        |
| 6    | G2   | Circuito di Catalogna, Barcellona        | 22        | 22 × 4,655 km = 102,410 km | 16 agosto    | 09:50     | Gran Premio di Spagna 2020        |
| 7    | G1   | Circuito di Spa-Francorchamps            | 17        | 17 × 7,004 km = 119,068 km | 29 agosto    | 09:50     | Gran Premio del Belgio 2020       |
| 7    | G2   | Circuito di Spa-Francorchamps            | 17        | 17 × 7,004 km = 119,068 km | 30 agosto    | 09:50     | Gran Premio del Belgio 2020       |
| 8    | G1   | Autodromo nazionale di Monza             | 22        | 22 × 5,793 km = 127,446 km | 5 settembre  | 10:20     | Gran Premio d'Italia 2020         |
| 8    | G2   | Autodromo nazionale di Monza             | 22        | 22 × 5,793 km = 127,446 km | 6 settembre  | 09:50     | Gran Premio d'Italia 2020         |
| 9    | G1   | Autodromo internazionale del Mugello     | 21        | 21 × 5,425 km = 113,925 km | 12 settembre | 10:20     | Gran Premio della Toscana 2020    |
| 9    | G2   | Autodromo internazionale del Mugello     | 21        | 21 × 5,425 km = 113,925 km | 13 settembre | 09:50     | Gran Premio della Toscana 2020    |
| -    | G1   | Autodromo di Soči                        | annullato | annullato                  | annullato    | annullato | annullato                         |
| -    | G2   | Autodromo di Soči                        | annullato | annullato                  | annullato    | annullato | annullato                         |
| -    | G1   | Circuito di Sakhir                       | annullato | annullato                  | annullato    | annullato | annullato                         |
| -    | G2   | Circuito di Sakhir                       | annullato | annullato                  | annullato    | annullato | annullato                         |
| -    | G1   | Circuito di Zandvoort                    | annullato | annullato                  | annullato    | annullato | annullato                         |
| -    | G2   | Circuito di Zandvoort                    | annullato | annullato                  | annullato    | annullato | annullato                         |

### Test
| Circuito | Data     | Pilota più veloce  | Team              | Tempo    | Giri |
| -------- | -------- | ------------------ | ----------------- | -------- | ---- |
| Manama   | 1º marzo | Devlin DeFrancesco | Trident           | 1'46"844 | 26   |
| Manama   | 2 marzo  | Liam Lawson        | Hitech Grand Prix | 1'46"365 | 25   |
| Manama   | 3 marzo  | Alex Peroni        | Campos Racing     | 1'46"173 | 16   |

## Squadre e Piloti
Di seguito le squadre e i piloti che partecipano alla seconda stagione della categoria:
| Team                  | Nº | Pilota              | Weekend di gare | Stato |
| --------------------- | -- | ------------------- | --------------- | ----- |
| Prema Racing          | 1  | Oscar Piastri       | Tutti           | R     |
| Prema Racing          | 2  | Frederik Vesti      | Tutti           | R     |
| Prema Racing          | 3  | Logan Sargeant      | Tutti           |       |
| Hitech Grand Prix     | 4  | Max Fewtrell        | 1-6             |       |
| Hitech Grand Prix     | 4  | Pierre-Louis Chovet | 7-8             | R     |
| Hitech Grand Prix     | 5  | Liam Lawson         | Tutti           |       |
| Hitech Grand Prix     | 6  | Dennis Hauger       | Tutti           | R     |
| ART Grand Prix        | 7  | Théo Pourchaire     | Tutti           | R     |
| ART Grand Prix        | 8  | Aleksandr Smoljar   | Tutti           | R     |
| ART Grand Prix        | 9  | Sebastián Fernández | Tutti           |       |
| Trident               | 10 | Lirim Zendeli       | Tutti           |       |
| Trident               | 11 | David Beckmann      | Tutti           |       |
| Trident               | 12 | Olli Caldwell       | Tutti           | R     |
| HWA Racelab           | 14 | Enzo Fittipaldi     | Tutti           | R     |
| HWA Racelab           | 15 | Jake Hughes         | Tutti           |       |
| HWA Racelab           | 16 | Jack Doohan         | Tutti           | R     |
| MP Motorsport         | 17 | Richard Verschoor   | Tutti           |       |
| MP Motorsport         | 18 | Bent Viscaal        | Tutti           |       |
| MP Motorsport         | 19 | Lukas Dunner        | Tutti           | R     |
| Jenzer Motorsport     | 20 | Calan Williams      | Tutti           | R     |
| Jenzer Motorsport     | 21 | Federico Malvestiti | Tutti           |       |
| Jenzer Motorsport     | 22 | Matteo Nannini      | Tutti           | R     |
| Charouz Racing System | 23 | Roman Staněk        | Tutti           | R     |
| Charouz Racing System | 24 | Igor Fraga          | 1-8             | R     |
| Charouz Racing System | 25 | David Schumacher    | 1-6             |       |
| Charouz Racing System | 25 | Michael Belov       | 7-9             | R     |
| Carlin Buzz Racing    | 26 | Clément Novalak     | Tutti           | R     |
| Carlin Buzz Racing    | 27 | Enaam Ahmed         | 1-3             | R     |
| Carlin Buzz Racing    | 27 | Ben Barnicoat       | 4-5             | R     |
| Carlin Buzz Racing    | 27 | Leonardo Pulcini    | 6               |       |
| Carlin Buzz Racing    | 27 | David Schumacher    | 7-9             |       |
| Carlin Buzz Racing    | 28 | Cameron Das         | Tutti           | R     |
| Campos Racing         | 29 | Alex Peroni         | Tutti           |       |
| Campos Racing         | 30 | Alessio Deledda     | Tutti           |       |
| Campos Racing         | 31 | Sophia Flörsch      | 1-6, 8-9        | R     |
| Campos Racing         | 31 | Andreas Estner      | 7               |       |

## Modifiche al regolamento
Da questa stagione la definizione della griglia della gara 2 si basa sull'inversione delle prime 10 posizioni di gara 1, e non più solo dei primi 8. Viene modificato anche il sistema di punteggio: in gara 2 i punti saranno distribuiti ai primi 10; al vincitore andranno sempre 15 punti, ma verranno assegnati 5 punti al sesto, 4 al settimo, 3 all'ottavo, 2 al nono e 1 al decimo.
Sistema di punteggio Gara 1
| Posizione | 1ª | 2ª | 3ª | 4ª | 5ª | 6ª | 7ª | 8ª | 9ª | 10ª | Pole | Giro veloce |
| Punti     | 25 | 18 | 15 | 12 | 10 | 8  | 6  | 4  | 2  | 1   | 4    | 2           |

Sistema di punteggio Gara 2
I punti vengono assegnati ai primi 10, che partono a posizioni invertite rispetto all'arrivo in Gara 1.
| Posizione | 1ª | 2ª | 3ª | 4ª | 5ª | 6ª | 7ª | 8ª | 9ª | 10ª | Giro veloce |
| Punti     | 15 | 12 | 10 | 8  | 6  | 5  | 4  | 3  | 2  | 1   | 2           |

## Risultati e classifiche

### Riassunto della stagione
| Gara | Gara | Circuito          | Tempo       | Velocità media | Pole position       | Giro veloce     | Pilota vincitore | Team vincitore    | Resoconto |
| ---- | ---- | ----------------- | ----------- | -------------- | ------------------- | --------------- | ---------------- | ----------------- | --------- |
| 1    | G1   | Red Bull Ring     | 32'53"331   | 188,828 km/h   | Sebastián Fernández | Alex Peroni     | Oscar Piastri    | Prema Racing      | Resoconto |
| 1    | G2   | Red Bull Ring     | 37'01"698   | 167,719 km/h   |                     | Oscar Piastri   | Liam Lawson      | Hitech Grand Prix | Resoconto |
| 2    | G1   | Red Bull Ring     | 19'29"657   | 146,979 km/h   | Frederik Vesti      | Frederik Vesti  | Frederik Vesti   | Prema Racing      | Resoconto |
| 2    | G2   | Red Bull Ring     | 38'25"185   | 161,644 km/h   |                     | Oscar Piastri   | Théo Pourchaire  | ART Grand Prix    | Resoconto |
| 3    | G1   | Hungaroring       | 1h03'55"454 | 90,428 km/h    | Aleksandr Smolyar   | Théo Pourchaire | Théo Pourchaire  | ART Grand Prix    | Resoconto |
| 3    | G2   | Hungaroring       | 43'54"224   | 131,663 km/h   |                     | Oscar Piastri   | David Beckmann   | Trident           | Resoconto |
| 4    | G1   | Silverstone       | 43'28"199   | 162,437 km/h   | Logan Sargeant      | Clement Novalak | Liam Lawson      | Hitech Grand Prix | Resoconto |
| 4    | G2   | Silverstone       | 39'10"052   | 180,280 km/h   |                     | Logan Sargeant  | David Beckmann   | Trident           | Resoconto |
| 5    | G1   | Silverstone       | 36'14"262   | 194,856 km/h   | Logan Sargeant      | Logan Sargeant  | Logan Sargeant   | Prema Racing      | Resoconto |
| 5    | G2   | Silverstone       | 40'32"362   | 174,180 km/h   |                     | Bent Viscaal    | Bent Viscaal     | MP Motorsport     | Resoconto |
| 6    | G1   | Barcellona        | 38'53"146   | 157,822 km/h   | Logan Sargeant      | Jake Hughes     | Jake Hughes      | HWA Racelab       | Resoconto |
| 6    | G2   | Barcellona        | 39'52"928   | 153,879 km/h   |                     | Dennis Hauger   | Oscar Piastri    | Prema Racing      | Resoconto |
| 7    | G1   | Spa-Francorchamps | 38'04"971   | 187,397 km/h   | Lirim Zendeli       | Jake Hughes     | Lirim Zendeli    | Trident           | Resoconto |
| 7    | G2   | Spa-Francorchamps | 37'52"233   | 188,448 km/h   |                     | Logan Sargeant  | Logan Sargeant   | Prema Racing      | Resoconto |
| 8    | G1   | Monza             | 38'22"192   | 198,807 km/h   | Liam Lawson         | Alex Peroni     | Frederik Vesti   | Prema Racing      | Resoconto |
| 8    | G2   | Monza             | 37'52"033   | 201,446 km/h   |                     | Clement Novalak | Jake Hughes      | HWA Racelab       | Resoconto |
| 9    | G1   | Mugello           | 34'42"873   | 190,445 km/h   | Lirim Zendeli       | Lirim Zendeli   | Frederik Vesti   | Prema Racing      | Resoconto |
| 9    | G2   | Mugello           | 36'30"379   | 181,097 km/h   |                     | Frederik Vesti  | Liam Lawson      | Hitech Grand Prix | Resoconto |

### Classifica piloti
| Pos. | Piloti                                              | RBR          | RBR      | RBR**       | RBR**           | HUN         | HUN | SIL | SIL | SIL | SIL | CAT | CAT | SPA | SPA | MNZ | MNZ | MUG | MUG | Punti |
| --- | --------------------------------------------------- | ------------ | -------- | ----------- | --------------- | ----------- | --- | --- | --- | --- | --- | --- | --- | --- | --- | --- | --- | --- | --- | ----- |
| 1 | Oscar Piastri                                       | 1            | 8        | 4           | 5               | 2           | 2   | 2   | Rit | 7   | 6   | 6   | 1   | 5   | 6   | 3   | Rit | 11  | 7   | 164   |
| 2 | Théo Pourchaire                                     | 13           | 26       | 9           | 1               | 1           | 6   | 12  | 8   | 6   | 3   | 7   | 6   | 2   | 5   | 2   | 2   | 3   | 3   | 161   |
| 3 | Logan Sargeant                                      | 2            | 27       | 6           | 2               | 6           | 4   | 3   | 5   | 1   | Rit | 3   | 5   | 8   | 1   | 26  | 24  | 6   | Rit | 160   |
| 4 | Frederik Vesti                                      | 4            | 6        | 1           | 8               | Rit         | Rit | 5   | 4   | 4   | 8   | Rit | 21  | 6   | 2   | 1   | 23  | 1   | 9   | 146,5 |
| 5 | Liam Lawson                                         | 6            | 1        | 8           | Rit             | Rit         | Rit | 1   | 7   | 3   | 5   | 2   | 7   | 9   | 3   | 6   | 7   | 10  | 1   | 143   |
| 6 | David Beckmann                                      | 7            | 4        | 3           | 3               | 10          | 1   | 9   | 1   | 5   | 4   | 5   | 9   | 3   | 9   | 4   | Rit | 8   | 2   | 139,5 |
| 7 | Jake Hughes                                         | 28           | 12       | 10          | Rit             | 24          | 19  | 4   | 10  | 2   | 7   | 1   | 10  | Rit | 17  | 5   | 1   | 2   | 6   | 111,5 |
| 8 | Lirim Zendeli                                       | 5            | 5        | 2           | 10              | Rit         | 16  | 13  | 11  | 9   | 2   | 12  | 16  | 1   | 8   | 7   | 4   | 4   | Rit | 104   |
| 9 | Richard Verschoor                                   | 8            | 2        | 7           | 4               | 4           | 5   | 11  | 9   | 19  | 18  | 9   | 4   | 10  | 7   | 27  | 10  | 12  | 5   | 69    |
| 10 | Alex Peroni                                         | 3            | Rit      | 11          | 11              | 7           | 10  | 6   | 3   | 14  | 24  | 8   | 2   | 14  | 21  | 16  | 5   | 20  | 13  | 64    |
| 11 | Aleksandr Smoljar                                   | 9            | 7        | Rit         | 20              | Rit         | 7   | 10  | 6   | 13  | 14  | 11  | 12  | 4   | 4   | 20  | 3   | 7   | 10  | 59    |
| 12 | Clément Novalak                                     | 10           | 3        | 29          | 25              | 9           | 12  | 8   | 2   | 12  | 9   | 4   | 11  | Rit | 15  | 13  | Rit | 24  | 14  | 45    |
| 13 | Bent Viscaal                                        | 11           | 11       | 20          | 16              | 3           | 17  | Rit | 16  | 8   | 1   | Rit | 20  | 23  | 16  | 8   | SQ  | Rit | 20  | 40    |
| 14 | Sebastián Fernández                                 | Rit          | 13       | 13          | 9               | 5           | 8   | 7   | 22  | 24  | 13  | 15  | 13  | 11  | 10  | Rit | 11  | 9   | 8   | 31    |
| 15 | Enzo Fittipaldi                                     | 18           | 9        | 15          | 13              | 19          | 9   | 18  | 19  | 17  | 17  | 13  | 8   | 26  | 12  | 9   | 19  | 5   | 4   | 27    |
| 16 | Olli Caldwell                                       | 20           | 19       | 5           | 6               | 21          | 18  | Rit | 26  | 21  | 22  | 20  | Rit | 7   | 11  | Rit | 9   | 17  | 16  | 18    |
| 17 | Dennis Hauger                                       | 15           | 22       | 18          | 12              | 8           | 3   | 16  | 17  | Rit | 20  | 18  | 26  | 15  | 19  | 12  | 15  | 14  | 12  | 14    |
| 18 | Matteo Nannini                                      | 27           | 18       | 23          | NC              | 22          | 24* | 24  | 24  | Rit | 16  | 10  | 3   | 13  | 26  | Rit | 20  | 16  | 15  | 11    |
| 19 | Pierre-Louis Chovet                                 |              |          |             |                 |             |     |     |     |     |     |     |     | 22  | Rit | 18  | 6   |     |     | 5     |
| 20 | Max Fewtrell                                        | 12           | 10       | 14          | 7               | 11          | 11  | Rit | 20  | 16  | 12  | 17  | Rit |     |     |     |     |     |     | 5     |
| 21 | Roman Staněk                                        | 17           | 23       | 17          | 24              | 23          | 20  | 17  | 18  | 22  | 15  | 22  | 19  | 24  | 18  | 11  | 8   | 26* | 18  | 3     |
| 22 | Ben Barnicoat                                       |              |          |             |                 |             |     | 20  | 12  | 10  | Rit |     |     |     |     |     |     |     |     | 1     |
| 23 | Michael Belov                                       |              |          |             |                 |             |     |     |     |     |     |     |     | 20  | Rit | 10  | 13  | 27  | 23  | 1     |
| 24 | Igor Fraga                                          | 16           | 25       | 26          | 14              | 15          | Rit | 15  | Rit | 18  | 10  | 24  | 18  | 19  | 27  | 24  | 17  |     |     | 1     |
| 25 | Cameron Das                                         | 22           | Rit      | 24          | Rit             | 17          | 22  | 21  | 25  | 12  | 11  | 19  | 17  | 25  | 22  | 15  | 16  | 23  | 25  | 0     |
| 26 | Jack Doohan                                         | 14           | 28       | 22          | 19              | Rit         | 25  | Rit | 27  | 26  | 21  | 14  | 15  | 12  | Rit | 17  | 21  | 13  | 11  | 0     |
| 27 | Lukas Dunner                                        | 24           | 14       | 16          | 18              | 12          | Rit | Rit | 23  | 23  | Rit | 21  | 22  | 21  | 13  | 14  | Rit | 21  | 17  | 0     |
| 28 | David Schumacher                                    | 25           | 15       | 12          | 17              | 16          | 13  | 25  | 15  | 15  | Rit | 23  | 25  | 17  | 14  | 19  | Rit | 15  | 19  | 0     |
| 29 | Sophia Flörsch                                      | 26           | 16       | 21          | Rit             | 18          | 14  | 22  | 21  | 20  | 19  | 27  | 23  |     |     | 21  | 12  | 22  | 24  | 0     |
| 30 | Federico Malvestiti                                 | 19           | 21       | 28          | 22              | 13          | Rit | 19  | 13  | Rit | 23  | 26  | Rit | 18  | 24  | 22  | 14  | 18  | 22  | 0     |
| 31 | Calan Williams                                      | 21           | 17       | 25          | 23              | Rit         | 15  | 14  | 14  | Rit | Rit | 25  | 14  | 16  | 25  | 25  | 18  | 19  | 21  | 0     |
| 32 | Enaam Ahmed                                         | 23           | 24       | 19          | 15              | 14          | 21  |     |     |     |     |     |     |     |     |     |     |     |     | 0     |
| 33 | Leonardo Pulcini                                    |              |          |             |                 |             |     |     |     |     |     | 16  | 24  |     |     |     |     |     |     | 0     |
| 34 | Alessio Deledda                                     | 29           | 20       | 27          | 21              | 20          | 23  | 23  | 28  | 25  | Rit | 28  | Rit | Rit | 23  | 23  | 22  | 25  | 26  | 0     |
| 35 | Andreas Estner                                      |              |          |             |                 |             |     |     |     |     |     |     |     | 27  | 20  |     |     |     |     | 0     |
| Pos. | Pilota                                              | RBR          | RBR      | RBR         | RBR             | HUN         | HUN | SIL | SIL | SIL | SIL | CAT | CAT | SPA | SPA | MNZ | MNZ | MUG | MUG | Punti |
| Fonte: |                                                     |              |          |             |                 |             |     |     |     |     |     |     |     |     |     |     |     |     |     |       |
| \| Legenda \| Grassetto – Pole position Corsivo – Giro più veloce \| 1º posto \| 2º posto \| 3º posto \| A punti \| Senza punti \| \| Legenda \| Grassetto – Pole position Corsivo – Giro più veloce \| Squalificato \| Ritirato \| Non partito \| Non qualificato \| \| |                                                     |              |          |             |                 |             |     |     |     |     |     |     |     |     |     |     |     |     |     |       |
| Legenda | Grassetto – Pole position Corsivo – Giro più veloce | 1º posto     | 2º posto | 3º posto    | A punti         | Senza punti |     |     |     |     |     |     |     |     |     |     |     |     |     |       |
| Legenda | Grassetto – Pole position Corsivo – Giro più veloce | Squalificato | Ritirato | Non partito | Non qualificato |             |     |     |     |     |     |     |     |     |     |     |     |     |     |       |

| Legenda | Grassetto – Pole position Corsivo – Giro più veloce | 1º posto     | 2º posto | 3º posto    | A punti         | Senza punti |
| Legenda | Grassetto – Pole position Corsivo – Giro più veloce | Squalificato | Ritirato | Non partito | Non qualificato |             |

 * - Indica i piloti ritirati ma ugualmente classificati avendo coperto, come previsto dal regolamento, almeno il 90% della distanza di gara.
**- In gara 1 sono stati assegnati metà dei punti, siccome non si è corso almeno il 75% della gara

### Classifica squadre
| Pos. | Squadra                                             | N.           | RBR      | RBR         | RBR**           | RBR**       | HUN | HUN | SIL | SIL | SIL | SIL | CAT | CAT | SPA | SPA | MNZ | MNZ | MUG | MUG | Punti |
| --- | --------------------------------------------------- | ------------ | -------- | ----------- | --------------- | ----------- | --- | --- | --- | --- | --- | --- | --- | --- | --- | --- | --- | --- | --- | --- | ----- |
| 1 | Prema Racing                                        | 1            | 1        | 8           | 4               | 5           | 2   | 2   | 2   | Rit | 7   | 6   | 6   | 1   | 5   | 6   | 3   | Rit | 11  | 7   | 470,5 |
| 1 | Prema Racing                                        | 2            | 4        | 6           | 1               | 8           | Rit | Rit | 5   | 4   | 4   | 8   | Rit | 21  | 6   | 2   | 1   | 23  | 1   | 9   | 470,5 |
| 1 | Prema Racing                                        | 3            | 2        | 27          | 6               | 2           | 6   | 4   | 3   | 5   | 1   | Rit | 3   | 5   | 8   | 1   | 26  | 24  | 6   | Rit | 470,5 |
| 2 | Trident                                             | 10           | 5        | 5           | 2               | 10          | Rit | 16  | 13  | 11  | 9   | 2   | 12  | 16  | 1   | 8   | 7   | 4   | 4   | Rit | 261,5 |
| 2 | Trident                                             | 11           | 7        | 4           | 3               | 3           | 10  | 1   | 9   | 1   | 5   | 4   | 5   | 9   | 3   | 9   | 4   | Rit | 8   | 2   | 261,5 |
| 2 | Trident                                             | 12           | 20       | 19          | 5               | 6           | 21  | 18  | Rit | 26  | 21  | 22  | 20  | Rit | 7   | 11  | Rit | 9   | 17  | 16  | 261,5 |
| 3 | ART Grand Prix                                      | 7            | 13       | 26          | 9               | 1           | 1   | 6   | 12  | 8   | 6   | 3   | 7   | 6   | 2   | 5   | 2   | 2   | 3   | 3   | 251   |
| 3 | ART Grand Prix                                      | 8            | 9        | 7           | Rit             | 20          | Rit | 7   | 10  | 6   | 13  | 14  | 11  | 12  | 4   | 4   | 20  | 3   | 7   | 10  | 251   |
| 3 | ART Grand Prix                                      | 9            | Rit      | 13          | 13              | 9           | 5   | 8   | 7   | 21  | 24  | 13  | 15  | 13  | 11  | 10  | Rit | 11  | 9   | 8   | 251   |
| 4 | Hitech Grand Prix                                   | 4            | 12       | 10          | 14              | 7           | 11  | 11  | Rit | 20  | 16  | 12  | 17  | Rit | 22  | Rit | 18  | 6   |     |     | 167   |
| 4 | Hitech Grand Prix                                   | 5            | 6        | 1           | 8               | Rit         | Rit | Rit | 1   | 7   | 3   | 5   | 2   | 7   | 9   | 3   | 6   | 7   | 10  | 1   | 167   |
| 4 | Hitech Grand Prix                                   | 6            | 15       | 22          | 18              | 12          | 8   | 3   | 16  | 17  | Rit | 20  | 18  | 26  | 15  | 19  | 12  | 15  | 14  | 12  | 167   |
| 5 | HWA Racelab                                         | 14           | 18       | 9           | 15              | 13          | 19  | 9   | 18  | 19  | 17  | 17  | 13  | 8   | 26  | 12  | 9   | 19  | 5   | 4   | 138,5 |
| 5 | HWA Racelab                                         | 15           | 28       | 12          | 10              | Rit         | 24  | 19  | 4   | 10  | 2   | 7   | 1   | 10  | Rit | 17  | 5   | 1   | 2   | 6   | 138,5 |
| 5 | HWA Racelab                                         | 16           | 14       | Rit         | 22              | 19          | Rit | 25  | Rit | 27  | 26  | 21  | 14  | 15  | 12  | Rit | 12  | 21  | 13  | 11  | 138,5 |
| 6 | MP Motorsport                                       | 17           | 8        | 2           | 7               | 4           | 4   | 5   | 11  | 9   | 19  | 18  | 9   | 4   | 10  | 7   | 27  | 10  | 12  | 5   | 109   |
| 6 | MP Motorsport                                       | 18           | 11       | 11          | 20              | 16          | 3   | 17  | Rit | 16  | 8   | 1   | Rit | 20  | 23  | 16  | 8   | SQ  | Rit | 20  | 109   |
| 6 | MP Motorsport                                       | 19           | 24       | 14          | 16              | 18          | 12  | Rit | Rit | 22  | 23  | Rit | 21  | 22  | 21  | 13  | 14  | Rit | 21  | 17  | 109   |
| 7 | Campos Racing                                       | 29           | 3        | Rit         | 11              | 11          | 7   | 10  | 6   | 3   | 14  | 24  | 8   | 2   | 14  | 21  | 16  | 5   | 20  | 13  | 64    |
| 7 | Campos Racing                                       | 30           | 29       | 20          | 27              | 21          | 20  | 23  | 23  | 28  | 25  | Rit | 28  | Rit | Rit | 23  | 23  | 22  | 25  | 26  | 64    |
| 7 | Campos Racing                                       | 31           | 26       | 16          | 21              | Rit         | 18  | 14  | 22  | 25  | 20  | 19  | 27  | 23  | 27  | 20  | 21  | 12  | 22  | 24  | 64    |
| 8 | Carlin Buzz Racing                                  | 26           | 10       | 3           | 29              | 25          | 9   | 12  | 8   | 2   | 12  | 9   | 4   | 11  | Rit | 15  | 13  | Rit | 24  | 14  | 46    |
| 8 | Carlin Buzz Racing                                  | 27           | 23       | 24          | 19              | 15          | 14  | 21  | 20  | 12  | 10  | Rit | 16  | 24  | 17  | 14  | 19  | Rit | 15  | 19  | 46    |
| 8 | Carlin Buzz Racing                                  | 28           | 22       | Rit         | 24              | Rit         | 17  | 22  | 21  | 24  | 11  | 11  | 19  | 17  | 25  | 22  | 15  | 16  | 23  | 25  | 46    |
| 9 | Jenzer Motorsport                                   | 20           | 21       | 17          | 25              | 23          | Rit | 15  | 14  | 14  | Rit | Rit | 25  | 14  | 16  | 25  | 25  | 18  | 19  | 21  | 11    |
| 9 | Jenzer Motorsport                                   | 21           | 19       | 21          | 28              | 22          | 13  | Rit | 19  | 13  | Rit | 23  | 26  | Rit | 18  | 24  | 22  | 14  | 18  | 22  | 11    |
| 9 | Jenzer Motorsport                                   | 22           | 27       | 18          | 23              | NC          | 22  | 24* | 24  | 23  | Rit | 16  | 10  | 3   | 13  | 26  | Rit | 20  | 16  | 15  | 11    |
| 10 | Charouz Racing System                               | 23           | 17       | 23          | 17              | 24          | 23  | 20  | 17  | 18  | 22  | 15  | 22  | 19  | 24  | 18  | 11  | 8   | 26* | 18  | 5     |
| 10 | Charouz Racing System                               | 24           | 16       | 25          | 26              | 14          | 15  | Rit | 15  | Rit | 18  | 10  | 24  | 18  | 19  | 27  | 24  | 17  |     |     | 5     |
| 10 | Charouz Racing System                               | 25           | 25       | 15          | 12              | 17          | 16  | 13  | 25  | 15  | 15  | Rit | 23  | 25  | 20  | Rit | 10  | 13  | 27  | 23  | 5     |
| Pos. | Squadra                                             | N.           | RBR      | RBR         | RBR             | RBR         | HUN | HUN | SIL | SIL | SIL | SIL | CAT | CAT | SPA | SPA | MNZ | MNZ | MUG | MUG | Punti |
| Fonte: |                                                     |              |          |             |                 |             |     |     |     |     |     |     |     |     |     |     |     |     |     |     |       |
| \| Legenda \| Grassetto – Pole position Corsivo – Giro più veloce \| 1º posto \| 2º posto \| 3º posto \| A punti \| Senza punti \| \| Legenda \| Grassetto – Pole position Corsivo – Giro più veloce \| Squalificato \| Ritirato \| Non partito \| Non qualificato \| \| |                                                     |              |          |             |                 |             |     |     |     |     |     |     |     |     |     |     |     |     |     |     |       |
| Legenda | Grassetto – Pole position Corsivo – Giro più veloce | 1º posto     | 2º posto | 3º posto    | A punti         | Senza punti |     |     |     |     |     |     |     |     |     |     |     |     |     |     |       |
| Legenda | Grassetto – Pole position Corsivo – Giro più veloce | Squalificato | Ritirato | Non partito | Non qualificato |             |     |     |     |     |     |     |     |     |     |     |     |     |     |     |       |

| Legenda | Grassetto – Pole position Corsivo – Giro più veloce | 1º posto     | 2º posto | 3º posto    | A punti         | Senza punti |
| Legenda | Grassetto – Pole position Corsivo – Giro più veloce | Squalificato | Ritirato | Non partito | Non qualificato |             |

 * - Indica i piloti ritirati ma ugualmente classificati avendo coperto, come previsto dal regolamento, almeno il 90% della distanza di gara.
**- In gara 1 sono stati assegnati metà dei punti, siccome non si è corso almeno il 75% della gara